# Gudrød Myśliwy
Gudrød Myśliwy (staronordyjski: Guðröðr veiðikonung, islandzki: Guðröður veiðikonung, norweski: Gudrød Veidekonge) – legendarna postać pochodząca z dynastii Ynglingów, legendarny król Norwegii panujący w latach 784–821, ojciec Halfdana Czarnego.
Gudrød Myśliwy jest uznawany za postać legendarną, ponieważ nie znamy żadnych potwierdzonych historycznie faktów na jego temat. Wszystkie informacje o nim pochodzą ze spisanej w XII wieku sagi, Heimskringla.

## Życiorys
Gudrød był synem Halfdana Łagodnego. Po śmierci ojca objął tron królestwa Vestfold. Poślubił Alfhildę, córkę Alfarina, króla Álfheim (według mitologii wikingów Álfheim było królestwem elfów). Miał z nią jednego syna, Olafa.
Kiedy w 820 Alfhilda zmarła, Gudrød wysłał swych wojowników do królestwa Agder, aby ci poprosili tamtejszego króla, Haralda, o wydanie jego cóki, Åsy, za Gudrøda. Harald nie wyraził zgody, dlatego wściekły Gudrød postanowił zabrać Åsę siłą. Przybył do Agder nocą ze swymi najbardziej zaufanymi wojownikami. Harald uświadomił sobie napad, kiedy było już za późno. Zginął w walce z bratem, Gyrdem. Gudrød porwał Åsę i zgwałcił ją; urodziła mu drugiego syna, Halfdana, który po jego śmierci został królem Halfdanem Czarnym. Tym samym objął panowanie w drugim królestwie, Agder.
W 821 roku, rok po narodzinach Halfdana Czarnego podczas obchodów święta bardzo pijany Gudrød spacerował po pomoście, kiedy ktoś zaatakował go od tyłu włócznią. Król zginął, lecz morderca został natychmiast schwytany; rozpoznano w nim sługę Åsy. Ta przyznała się, że działał on na jej zlecenie. Następnej nocy uciekła wraz z rocznym Halfdanem do Agder.